# Valérie Rey-Robert
Valérie Rey-Robert (Lyon, 16 de diciembre de 1975) es una escritora, bloguera y militante feminista francesa, conocida por el seudónimo que titula su blog, Crêpe Georgette.

## Biografía
En 1997 obtuvo una maestría en historia por la Universidad de Lyon 3 (Jean Moulin) con la tesis La prostitution à Lyon et dans ses faubourgs : 1800-1851.
Desde comienzos de la década de 2000 Valérie Rey-Robert se hizo conocida por su participación en blogs, especialmente desde 2008, por su blog feminista Crêpe Georgette, desde el cual realiza denuncias de diferentes tipos de violencia sexual, y convertido en un referente sobre los problemas de género, el feminismo y la violencia de género, incluida la violencia sexual.
En febrero de 2019, sale del anonimato de su seudónimo de Internet, y publica el ensayo Une culture du viol à la française. Du troussage de domestique à la liberté d’importuner. (Una cultura de la violación a la francesa: de la violación doméstica a la libertad de importunar). La obra analiza el concepto de cultura de la violación, la historia y el sexismo en general, así como, una investigación y el análisis detallado sobre la historia, los estereotipos de género, los violadores, las víctimas, la visión social y mediática y las violencias sexuales que se llevan a cabo en Francia.
Rey-Robert en marzo de 2020 publicó Le sexisme, une affaire d’hommes. (El sexismo, un asunto de hombres). En este libro presenta un ensayo de investigación sobre la construcción del género y el problema de la violencia contra las mujeres. De acuerdo a la autora este problema se basa en el culto a la virilidad e invita al lector a cuestionarse sobre la socialización de los niños y las niñas, la masculinidad y su violencia inherente y los estereotipos de género.
A través de sus testimonios afirmó haber sido víctima de ciberacoso por el grupo cerrado de Facebook Ligue du LOL (compuesto por hombres periodistas y publicistas) en 2014. En su blog publicó la experiencia y un análisis de la situación sobre la extendida masculinidad fortalecida por la agresión, en este caso, hacia mujeres expresando su activismo feminista.
Integra una empresa de moderación de Internet.

## Publicaciones
- Une culture du viol à la française : du troussage de domestique à la liberté d’importuner. 2019. Libertalia, 296 p. ISBN 978-2-3-7729-0760 Reeditado en 2020.
- Le sexisme, une affaire d’hommes. 2020. Libertalia. 256 p. ISBN 978-2-3-7729-1304